# خل‌قره‌بجاق
خل‌قره‌بجاق (به لاتین: Xol Qarabucaq) یک منطقه مسکونی در جمهوری آذربایجان است که در شهرستان نفت‌چاله واقع شده است. خل‌قره‌بجاق ۳۷۸۹ نفر جمعیت دارد.